# Ubaena fuelleborniana
Ubaena fuelleborniana är en fjärilsart som beskrevs av Karsch 1900. Ubaena fuelleborniana ingår i släktet Ubaena och familjen påfågelsspinnare. Inga underarter finns listade i Catalogue of Life.